# Östgötaleden
Östgötaleden är ett 120 mil långt nät av vandringsleder som huvudsakligen går genom Östergötland .  Leden ansluter i nordöst till Sörmlandsleden och i söder till Sevedeleden, Tjustleden och Höglandsleden. 
Samtliga 13 kommuner i Östergötland har på något sätt minst en sträckning av Östgötaleden. Den går vissa sträckor gemensamt med Klosterleden och vissa sträckor har den även andra namn, trots att det är Östgötaledens dragning, som exempelvis Omberg runt. 
Märkningen i naturen är orangefärgad och ofta så tydlig att man kan gå leden utan karta. Information om leden erhålles av länets turistbyråer.